# Hypsiforma
Hypsiforma là một chi bướm đêm thuộc họ Erebidae.